# Kautenbach
Kautenbach é uma comuna do Luxemburgo, pertence ao distrito de Diekirch e ao cantão de Wiltz.

## Demografia
Dados do censo de 15 de fevereiro de 2001:
- população total: 255
  - homens: 127
  - mulheres: 128
- densidade: 18,42 hab./km²
- distribuição por nacionalidade:

| Nacionalidade  | População | %      |
| -------------- | --------- | ------ |
| luxemburgueses | 181       | 70,98% |
| estrangeiros   | 74        | 29,02% |
| - portugueses  | 4         | 1,57%  |
| - franceses    | 5         | 1,96%  |
| - italianos    | 2         | 0,78%  |
| - belgas       | 31        | 12,16% |
| - alemães      | 1         | 0,39%  |
| - iuguslavos   | 5         | 1,96%  |
| - outros       | 26        | 10,20% |

- Crescimento populacional:

| Ano        | População |
| ---------- | --------- |
| 15/02/2001 | 255       |
| 01/01/2002 | 257       |
| 01/01/2003 | 247       |
| 01/01/2004 | 266       |
| 01/01/2005 | 271       |